# Tiếng Pite Sami
Pite Sámi hay Arjeplog Sámi (bidumsámegiella, tiếng Thụy Điển: pitesamiska, tiếng Na Uy: pitesamisk) là một ngôn ngữ Sami được nói tại Na Uy và Thụy Điển. Nó là một ngôn ngữ bị đe dọa và chỉ còn 25-50 người bản ngữ và hiện tại chỉ còn được nói tại bên Thụy Điển quanh sông Pite ở Bắc Arjeplog và Arvidsjaur và trong miền núi của tỉnh Arjeplog.